# Die Flüchtigen (1986)
Die Flüchtigen, auch bekannt als Zwei irre Typen auf der Flucht (Originaltitel: Les Fugitifs), ist eine französische Filmkomödie aus dem Jahr 1986. Regie führte Francis Veber, die Hauptrollen übernahmen Pierre Richard und Gérard Depardieu.

## Handlung
Der Kriminelle Lucas wird nach seinem 14. Bankraub nach fünf Jahren Gefängnis entlassen und will ein ehrliches Leben beginnen. Kommissar Duroc, der ihn mehrfach hinter Gitter gebracht hat, empfängt ihn am Gefängnistor und zweifelt an diesem Vorsatz. Er ist sich sicher, dass der nächste Bankraub nicht lange auf sich warten lassen wird.
Als Lucas in einer Bank ein Konto eröffnen will, wird er in den Banküberfall des Unglücksraben Pignon verwickelt. Dieser ist seit langem arbeitslos und hat eine sechs Jahre alte Tochter Jeanne, die seit dem Tod der Mutter vor drei Jahren kein Wort mehr gesprochen hat. Pignon stellt sich bei dem Bankraub aber völlig ungeschickt an, und noch ehe er mit der Beute fliehen kann, ist die Bank von der Polizei umstellt. Spontan nimmt er eine Geisel, ausgerechnet Lucas. Als die beiden aus der Bank treten, steht ihnen Kommissar Duroc gegenüber, der natürlich davon ausgeht, dass Lucas der Bankräuber ist. Als auf die beiden das Feuer eröffnet wird und Pignon beinahe eine Handgranate fallen lässt, zerrt ihn Lucas in das Fluchtauto, um zumindest gefahrlos zu entkommen. Dabei schießt der tollpatschige Pignon Lucas versehentlich ins Bein. Um die Verletzung zu behandeln, suchen sie einen alten senilen Tierarzt auf, der Lucas pflegt, aber denkt, er hätte einen Hund vor sich.
Um neue Pässe zu besorgen, lässt Pignon den geschwächten Lucas in der Obhut seiner kleinen Tochter Jeanne. Nach anfänglicher Ablehnung schließt er das Mädchen immer mehr in sein Herz. Als sich Pignon und Lucas endlich trennen wollen, spricht Jeanne erstmals seit drei Jahren und bittet Lucas, nicht zu gehen. Als dieser dennoch geht, läuft Jeanne davon, wird von der Polizei entdeckt und in ein Kinderheim gebracht. Pignon schreibt den wahren Tatablauf auf einen Zettel, mit dem sich Lucas bei der Polizei meldet und daraufhin rehabilitiert wird. Da Jeanne im Kinderheim nicht mehr isst und trinkt, versucht Pignon sie trotz Bewachung zu befreien, scheitert aber schon am ersten Türschloss. Unerwartet steht Lucas hinter ihm, der mittlerweile einen Arbeitsplatz bei einem Schlüsseldienst angenommen hat. Gemeinsam befreien sie Jeanne und versuchen, als Familie verkleidet über die Grenze nach Italien zu fliehen.

## Hintergrund
Pierre Richard trägt hier den Rollennamen François Pignon. Dieser Name taucht in mehreren Komödien auf, die nach Drehbüchern von Francis Veber oder unter seiner Regie entstanden. Jacques Brel trug ihn 1973 in Die Filzlaus, Pierre Richard 1983 in Zwei irre Spaßvögel, Jacques Villeret 1998 in Dinner für Spinner, Daniel Auteuil 2001 in Ein Mann sieht rosa, Gad Elmaleh 2006 in In flagranti – Wohin mit der Geliebten? sowie Patrick Timsit 2008 in Der Killer und die Nervensäge.
Da die genannten Filme keine inhaltlichen Bezüge zueinander aufweisen, handelt es sich bei Pignon nicht immer um dieselbe Figur. (In vier anderen Filmen nach Drehbüchern von Veber trägt Richard den ähnlichen Rollennamen François Perrin, obwohl er eindeutig verschiedene Figuren darstellt.)
Eine Neuverfilmung wurde durch Francis Veber 1989 in den USA unter dem Titel Das Bankentrio  gedreht. Die Hauptrollen spielten Nick Nolte und Martin Short.
Eine weitere Neuverfilmung wurde von Francis Veber 2003 mit dem Titel Ruby & Quentin – Der Killer und die Klette veröffentlicht. In den Hauptrollen spielen Gérard Depardieu und Jean Reno.

## Kritiken
Das Lexikon des internationalen Films befand: „Anfänglich mit viel Situationskomik und teils berührender Bildpoesie inszeniert, verpuffen die vertiefenden Ansätze rasch in vordergründigem Klamauk.“
Die Deutsche Film- und Medienbewertung FBW in Wiesbaden verlieh dem Film das Prädikat „wertvoll“.

## Synchronisation
Die deutsche Synchronfassung entstand bei der Interopa Film GmbH, Berlin.
| Rolle             | Darsteller        | Synchronsprecher  |
| ----------------- | ----------------- | ----------------- |
| Jean Lucas        | Gérard Depardieu  | Manfred Lehmann   |
| François Pignon   | Pierre Richard    | Harry Wüstenhagen |
| Tierarzt          | Jean Carmet       | Klaus Miedel      |
| Duroc             | Maurice Barrier   | Joachim Kerzel    |
| Labib             | Jean Benguigui    | Ulrich Gressieker |
| Durocs Assistent  | Philippe Lelièvre | Wolfgang Ziffer   |
| Polizist mit Hund | Didier Pain       | Andreas Mannkopff |
| Dr. Bourdarias    | Michel Blanc      | Klaus Jepsen      |